# Elise Stefaniková
Elise Stefaniková (nepřechýleně: Stefanik, * 2. července 1984 Albany) je americká politička za Republikánskou stranu, od roku 2015 poslankyně Sněmovny reprezentantů za stát New York.
Je českého a italského původu. V roce 2006 získala titul bakaláře v oboru státní správy na Harvardově univerzitě a poté pracovala ve státní správě pod prezidentem Georgem W. Bushem. Po prezidentských volbách v roce 2012 se na čas místo státní správy a politiky začala věnovat rodinnému podniku svých rodičů.
Při volbách do Sněmovny reprezentantů v roce 2014 kandidovala za newyorský 21. obvod a porazila kandidáta Demokratické strany Aarona G. Woolfa a stala se historicky nejmladší zvolenou poslankyní amerického kongresu.
Během prvního prezidentství Donalda Trumpa se profilovala jako jeho silná stoupenkyně. Po jeho druhém zvolení v listopadu 2024 ji Trump nominoval do úřadu americké velvyslankyně při OSN, v rámci svého připravovaného druhého kabinetu. Než Senát nominaci projednal, prezident návrh koncem března 2025 stáhl i v souvislosti s možnou ztrátou těsné republikánské většiny ve Sněmovně reprezentantů, jejíž členkou Stefaniková byla.